# 아세트아닐리드
아세트아닐리드(Acetanilide)는 잎 모습을 보이는 무취의 고체 화학 물질이다. 한때 안티페브린(Antifebrin)이라는 상호명으로 알려진 물질이다.

## 생성
아세트아닐리드는 아세트산 무수물을 아닐린과 반응시켜 만들 수 있다.
C6H5NH2 + (CH3CO)2O → C6H5NHCOCH3 + CH3COOH

## 용도
아세트아닐리드는 과산화 수소 분해 억제제로서 사용되며 셀룰로스 에스터 바니시를 안정시키기 위해 사용한다.

### 의료 목적
아세트아닐라이드는 진통제 및 해열제 속성을 보유한 것으로 알려진 최초의 아닐린 파생물이며 1886년 A. 칸과 P. 헤프에 의해 '안티페브린'이라는 이름으로 의료용으로 빠르게 도입되었다. 그러나 수용 불가능한 독성 효과(청색증 등을 일으킬 수 있음)가 있고 궁극적으로 간과 장기를 손상시킬 수 있어서 페나세틴 등 독성이 덜한 것으로 추정되는 아닐린 파생물을 조속히 구하기에 이르렀다.